# Вилаш Боаш, Жуан
Жуан Вилаш Боаш (также Виллашбоаш; порт. João Vilas Boas или порт. Villas Bôas; 21 апреля 1891, Касерис, Мату-Гросу — 3 мая 1985, Рио-де-Жанейро) — бразильский юрист, журналист и политик; депутат от штата Мату-Гросу (1927—1930); сенатор в Эру Варгаса, в 1935—1937 годах.

## Биография
Жуан Вилаш Боаш (Жоао Виллашбоаш) родился 21 апреля 1891 года в муниципалитете Касерис в штате Мату-Гросу в семье полковника. В 1913 году он окончил юридический факультет столичного университета Рио-де-Жанейро. Вернулся в родной штат Мату-Гросу, где стал офицером полиции в городе Куяба; в 1915 году занял пост начальника полиции штата. Был избран депутатом в законодательное собрание штата от Консервативной партии Мату-Гросу: состоял депутатом в 1918—1920 годах. Вилаш Боаш активно поддержал кандидатуру Нилу Песаньи на пост президента Бразилии: после избрания конкурирующего кандидата Вилаш Боаш был вынужден покинуть страну, укрывшись в Боливии.
В течение данного периода своей жизни Вилаш Боаш работал редактором газет штата «O Estado» (1915—1916), «O Republicano» (1917—1926) и «O Democrata» (1926—1930), а также — сотрудничал с газетами и журналами, выходившими в Сан-Паулу, Рио-де-Жанейро и Риу-Гранди-ду-Суле.
После продолжительной и острой политической борьбы внутри штата, Вилаш Боаш одержал победу на выборах в сенат Бразилии, проходивших в 1934 году по новой (третьей) конституции: стал одним из двух сенатором от центрально-западного штата Мату-Гросу 7 сентября 1935 года. 22 декабря 1936 года был ранен в результате покушения: Вилаш Боаш подал иск в суд, обвинив в организации покушения губернатора штата. Будучи избранным на восьмилетний срок в 37-й созыв бразильского сената, занимал свой пост неполные три года, с 1935 по 1937 год — поскольку в ноябре 1937 года президент Жетулиу Варгас организовал государственный переворот и основал централизованное государство Эстадо Ново (Estado Novo). В 1940 году Вилаш Боаш был назначен членом Национального совета по труду (Conselho Nacional do Trabalho).
После падения режима Варгаса, Жуан Вилаш Боаш продолжил исполнять обязанности сенатора. Был переизбран на выборах, проходивших 3 декабря 1954 года, от Национально-демократического союза (UDN); в 1959 году стал лидером партии и лидером меньшинства в сенате. Проиграл выборы от 3 октября 1962 года — покинул кресло сенатора 31 января 1963 года. Работал юристом в Мату-Гросу и Федеральном округе, являлся членом Ассоциации прессы Мату-Гросу и Академии прессы того же штата. Скончался в городе Рио-де-Жанейро 3 мая 1985 года.